# Extract
Extract é um filme americano de 2009, uma comédia escrita e dirigida por Mike Judge. Tem nos papeis principais Jason Bateman, Mila Kunis, J.K. Simmons, e Ben Affleck. Judge também aparece como 'Jim', num papel não creditado. A data oficial de estreia foi em 4 de setembro de 2009.

## Sinopse
Joel Reynolds (Jason Bateman) é o fundador da Reynold's Extract, uma empresa extratores .  Apesar de sua empresa ser um sucesso, mas se sente frustrado por não transar com sua esposa Suzie (Kristen Wiig) em mais de um mês, e também deve lidar com a incompetência e crescente descontentamento entre seus empregados.  Seu melhor amigo (Ben Affleck), um garçom, tenta aliviar sua mente com pílulas para dormir e várias outras drogas, mas por ser puritano Joel recusa.
Um dia, uma série de contratempos ocorre na fábrica de extrato, resultando em no operário Step (Clifton Collins Jr.) perder um testículo. Cindy (Mila Kunis),  vê uma notícia sobre o acidente e consegue um emprego na fábrica, flertando com Joel, a fim de encontrar mais informações sobre Step. Embora inicialmente Step decida não processar a empresa, após um encontro casual "com Cindy, e sob sua influência, ele muda de ideia e contrata um advogado especializado em casos desse tipo Joe Adler (Gene Simmons).
Joel se entretém com a ideia de um caso com Cindy, mas apesar de sua vida sexual inexistente  ainda ama a Suzie e não quer ter arrependimentos.  No bar, Dean sugere a contratação de um homem  para seduzir sua esposa, para que Joel possa então sem culpa, engatar com Cindy.  Joel inicialmente reprova a ideia, mas depois seu julgamento é afetado por alguns comprimidos para dormir de Dean, eventualmente Joel aceita e os dois contratam Brad (Dustin Milligan) para ter um caso com  Suzie.
Na manhã seguinte, Joel percebe que ele concordou e tenta fazer com que Brad pae de ir à sua casa, mas é tarde demais, e Brad posteriormente retorna para fazer sexo com Suzie muitas vezes.
Entretanto, depois de passar uma noite com seu amigo Dean e seu amigo Rory (TJ Miller) e fumar maconha, Joel tenta ligar para Cindy, mas logo percebe que ele está chamando o número de Rory. Só então, Cindy entra no apartamento, e Rory e Joel trocam socos.
Joel se reúne com Adler e seus colegas no escritório da fábrica para discutir os termos do acordo. Os trabalhadores, acreditando que a reunião é sobre uma venda da fábrica para General Mills, decidem que está cansado de ser empurrados e organizam uma greve. Frustrado pelas negociações inabalável de Adler e o desrespeito de seus empregados, ele explode e vai para casa, onde Suzie começa a admitir que ela teve um caso com Brad. Joel, por sua vez, admite a ela que ele contratou Brad dormir com ela, mas isso resulta em Suzie ficar muito chateado e coloca ele para fora de casa.
Joel vai para um motel onde encontra Cindy que está no putro quarto. Quando vai para seu quarto, ele percebe uma bolsa com os pertences do empregos que foram roubados, e outros itens roubados, e ela estava tentando realizar uma tentativa de golpe na empresa junto de Step. Ele começa a ligar para a polícia, mas Cindy cai em prantos.  Em um 1º momento ele acha que aquilo é para ganhar sua simpatia, mas quando ele está convencido que as lagrimas são reias, ele amolece ,e os dois passam a noites juntos.  Na manhã siguente, Cindy desaperece, mas deixa os itens roubados assim como todos os pertences de Joel para trás.
Step se reune com Joel na fábrica para dizer que está saindo da ação, desejando simplesmente que as coisas voltem "ao jeito que era antes."  Joel aceita e o promove a Gerente da Limpeza.Entretanto, quando Suzie está limpando sua piscina ela perde a paciência com excessivamente falante vizinho Nathan (David Koechner); quando terminar de falar , ele desmaia e morre .Sentindo que ela pode ter causado sua morte, Suzie comparece ao funeral, onde ela corre para Joel. Depois de alguns momentos inábeis, os dois dividem uma carona para casa, insinuando uma possível reconciliação.

## Elenco
- Jason Bateman é Joel
- Ben Affleck é Dean
- Kristen Wiig é Suzie
- Mila Kunis é Cindy
- Clifton Collins Jr. é Step:
- Dustin Milligan é Brad:
- Gene Simmons é Joe Adler:
- J.K. Simmons é Brian
- David Koechner é Nathan
- Beth Grant é Mary
- T.J. Miller é Rory
- Mike Judge  é Jim

## Crítica
Extract ganhou um 62% "fresh" na escolha do  Rotten Tomatoes, baseado em 133 análises. O consenso foi "Extract tem alguns momentos muito engraçados e várias performances bem, mas o filme parece mais leve e mais desigual do que o trabalhos anteriores de Mike Judge."
Dan Zak, do Washington Post, falou "A comédia mais decepcionante da América da década ". Michael Phillips, of the Chicago Tribune, called it "the funniest American comedy of the summer".

## Bilheteria
Extract obteve 4,3 milhões de dólares durante o primeiro fim-de-semana em que foi exibido e 7,1 milhões em sua semana de estreia.